# Rivière Bellefeuille (vattendrag i Kanada, lat 45,74, long -74,05)
Rivière Bellefeuille är ett vattendrag i Kanada.   Det ligger i provinsen Québec, i den sydöstra delen av landet, 130 km öster om huvudstaden Ottawa.
Omgivningarna runt Rivière Bellefeuille är en mosaik av jordbruksmark och naturlig växtlighet. Runt Rivière Bellefeuille är det ganska tätbefolkat, med 67 invånare per kvadratkilometer.